# 常陸國總社宮

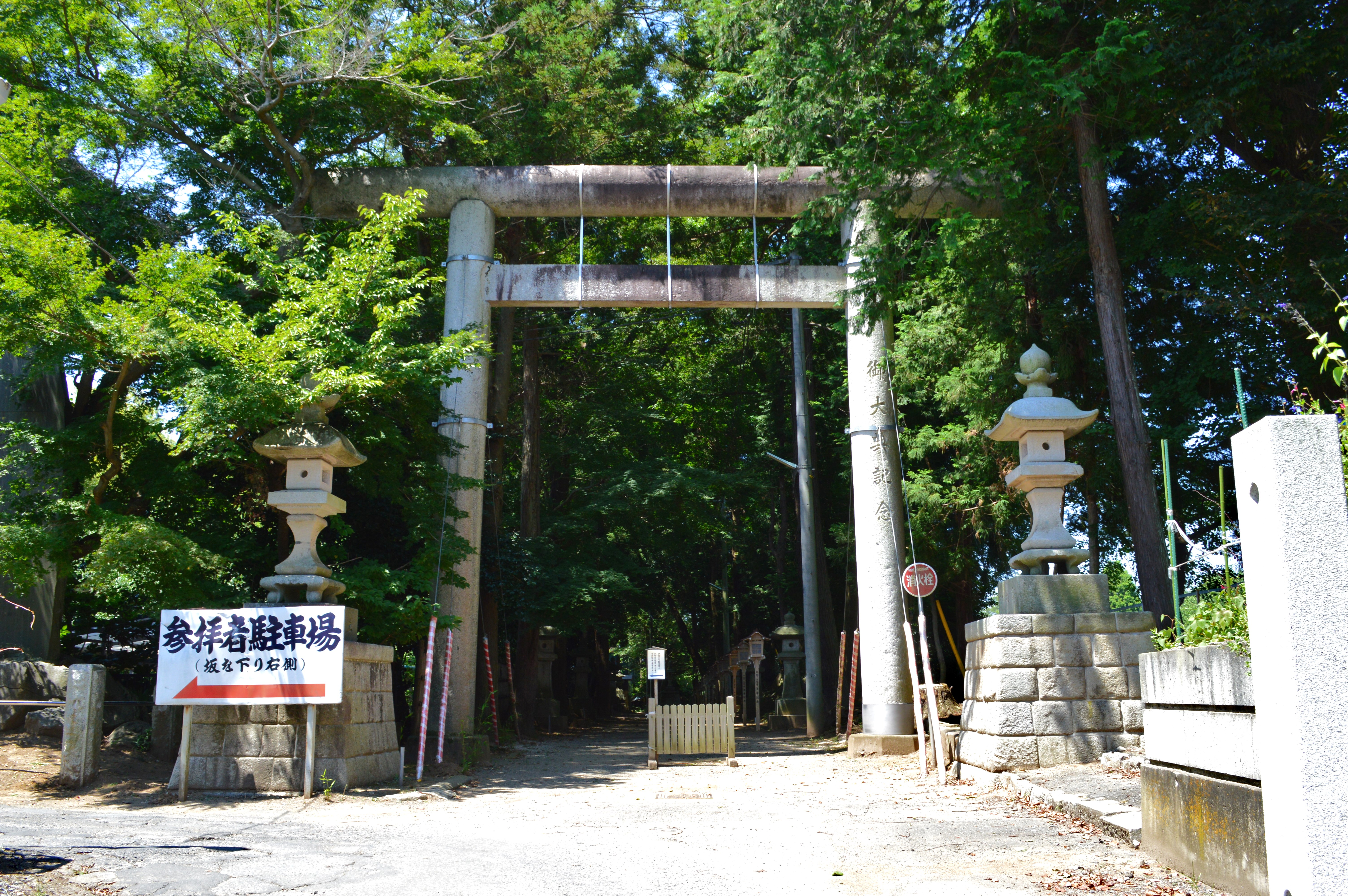
鳥居

常陸國總社宮、常陸國總社宮（ひたちのくにそうしゃぐう）は、茨城県石岡市総社にある神社。常陸国総社で、旧社格は県社。
社名には新字体の「常陸国総社宮」の表記も用いられるほか、別称として「總社神社、總社神社（そうしゃじんじゃ）」とも称される。石岡の産土神であり、地域住民からは「明神さま」とも呼ばれている。

## 概要
古代、国司は各国内の全ての神社を一宮から順に巡拝していた。これを効率化するため、各国の国府近くに国内の神を合祀した総社を設け、まとめて祭祀を行うようになった。当社はそのうちの常陸国の総社にあたる。
当社は石岡の中心市街地を抱く丘陵の縁辺に鎮座し、西から南にかけて恋瀬川の低地を望み、社地は旧常陸国衙に隣接する。氏子は1994年（平成6年）時点で約2,500戸で、各町ごとに氏子会が組織されている。
毎年9月に催行される例祭「常陸國總社宮例大祭」は「石岡のおまつり」とも称され、関東三大祭りの1つに数えられる。

## 祭神
現在の祭神は次の6柱。
- 伊弉諾尊 （いざなぎのみこと）
- 大國主尊 （おおくにぬしのみこと）
- 素戔嗚尊 （すさのおのみこと）
- 瓊々杵尊 （ににぎのみこと）
- 大宮比賣尊 （おおみやひめのみこと）
- 布留大神 （ふるのおおみかみ）

寛政3年（1791年）の『総社神宮祭礼評議』では、祭神は大己貴命（おほなむちのみこと：大国主尊に同じ）であり、「七体の木像にて、内六体は怪敷（あやしき）形」であるとしている。

## 歴史
社伝によれば、奈良時代の天平年間（729年 - 749年）の創建とされる。ただし『石岡市史 下巻』では、総社の制度が確立したのが平安時代末期であることから疑問を呈している。
当初の社名は「国府の宮」であったが、延喜年間（901年 - 923年）に天神地祇（てんしんちぎ）の6柱の神が祀られるようになって「六所の宮」となり、さらに「総社」（古代の読みは「そうじゃ」）に名を改めた。また創建当初は現在の常陸国分尼寺跡付近にあったとされるが、天慶年間（938年 - 947年）に大掾氏（平詮国）が常陸府中（石岡）に築城した際に鎮守のために現社地に遷したという。神主は代々清原氏が世襲していた。
少なくとも治承3年5月（ユリウス暦：1179年6月）に「造営注文案」が出され、宮域の整備がなされたものと推定されている。造営には吉田神社や筑波山神社などの常陸国内諸社や郷が鎌倉時代末期まで決まっていたが、14世紀初頭になると、代々その任を担ってきた地頭らが造営を拒否し、神社側は鎌倉幕府に提訴、幕府は造営負担を命じるとともに地頭らに造営の先例の有無を記載した請文の提出を要請した。この時の請文が「総社宮文書」として6通ほど残されているが、いずれも「造営の先例はない」としている。これは社寺保護政策を強めていた幕府に対する関東御家人の反発の潮流の1つに位置付けられる。また総社に対する権威の否定、国衙機能の変質・解体として見ることも可能である。さらに鎌倉時代末期には、大掾氏の一族が社地の田畑について知行権を行使していた。
中世には国司代による奉幣の祭祀が3月3日と7月16日に行われていた。また、少なくとも戦国時代まで常陸国内の神事を執行・主導する立場にあり、仏事に対しても関与できるほどの権力を有していた。そして、7名の総社供僧と呼ばれる仏教僧も神社に奉仕していた。
永享12年5月（ユリウス暦：1440年5月）には太田道灌が奥州へ向かうにあたって武運を祈るため参拝し、戦に勝って戻った折に軍配団扇1握と短冊2葉を寄進し、以下のような短歌を詠んだ。
| 「 | 曙の 露は置くかも 神垣や 榊葉白き 夏の夜の月 | 」 |

道灌の子孫である太田資宗は先祖・道灌の寄進した軍配に感激し、軍配を納める金の梨地の筥（はこ）を作り、その蓋に由緒を書いて寛文8年4月（グレゴリオ暦：1668年5月）に神社へ奉納した。
江戸時代には、本殿に加え、幣殿・拝殿・神宮寺を有し、末社として高房明神と稲荷明神を管轄していた。寛永4年（1627年）、常陸府中藩主の皆川隆庸が現在の社殿を再建する。この年に江戸幕府によって社領を25石と定められた。その後、松平信定が天和3年（1683年）に拝殿を修築、1886年（明治19年）6月に氏子らで拝殿神門の修築と本殿を銅の瓦葺に変更した。
明治維新後、近代社格制度では始めは郷社に列したが、1900年（明治33年）9月に県社に昇格した。これを記念して石岡町民は寄付を集めて神社の基金を作り、三条実美に社殿奉額の社号の筆を依頼した。1978年（昭和53年）、総社神社周辺域に新町名「総社」が設定され、一丁目と二丁目がおかれ、神社は総社二丁目となった。この時、地名としての「総社」の読みは「そうしゃ」とすることが会議で決定された。
2005年（平成17年）4月14日、本殿が石岡市指定有形文化財（建造物）となった。

## 境内

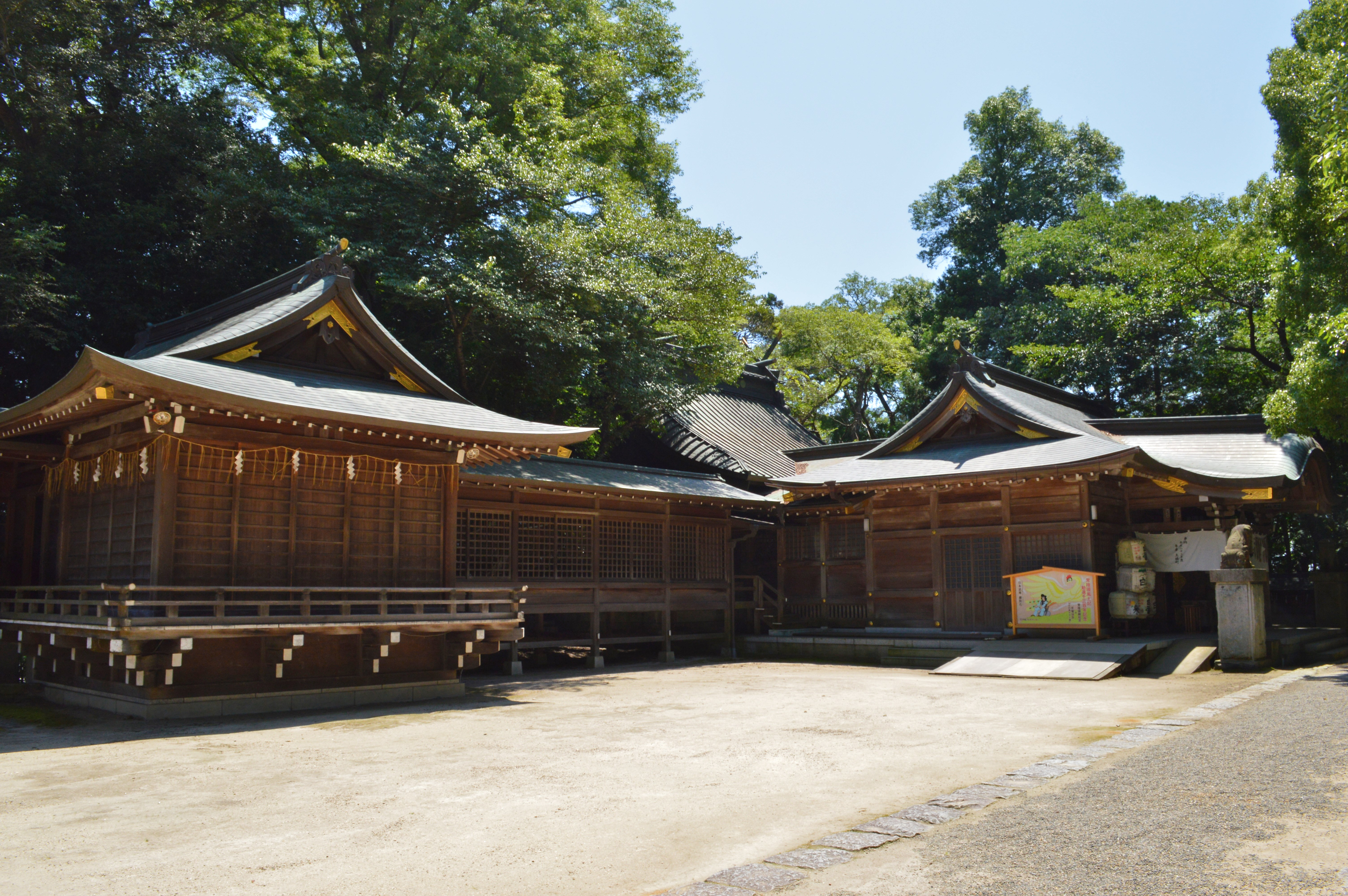
境内

境内の広さは2,513.26坪（8.3ha）。本殿は流造銅葺292m2（3間四方）で、石岡市指定有形文化財に指定されている。
また拝殿脇には日本武尊腰掛石があるほか、神門外の土俵では常陸國總社宮大祭に合わせて相撲大会が執り行われる。江戸時代の總社宮大祭は現在の祭とは異なり、相撲大会（角力）のみが神事として挙行されていた。

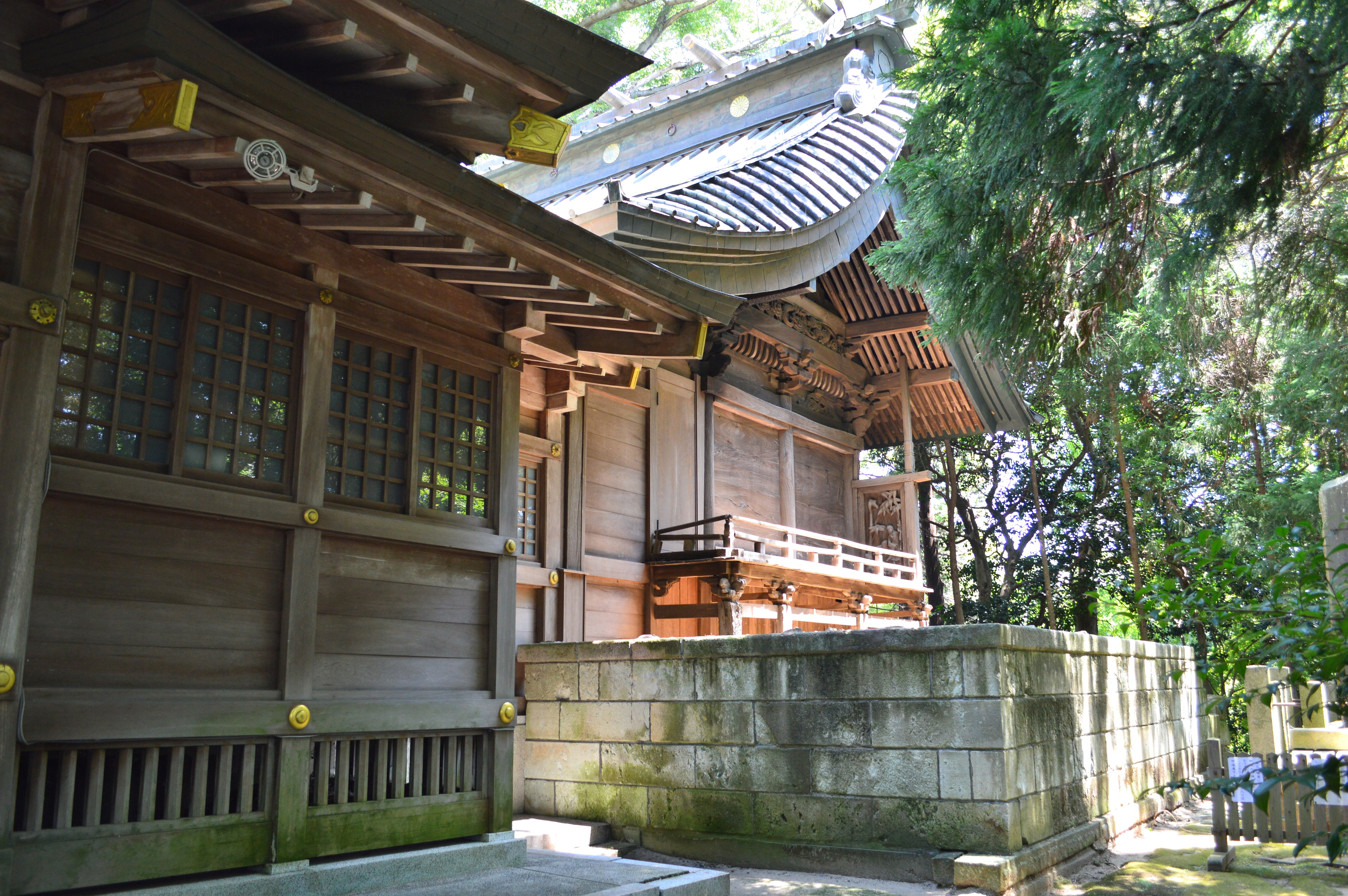
本殿（石岡市指定文化財）
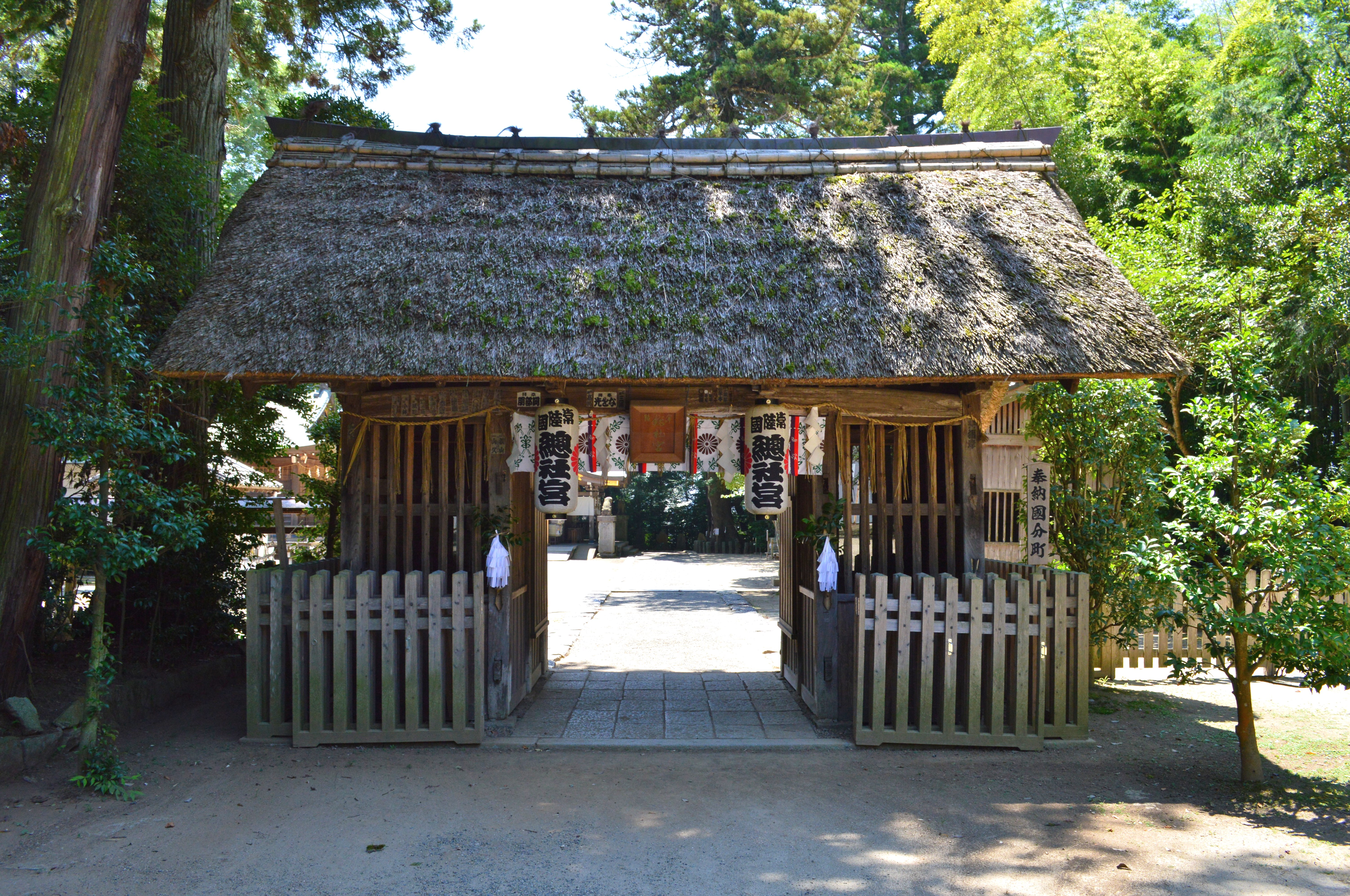
神門

## 摂末社
- 愛染神社
- 愛宕神社
- 厳島神社
- 稲荷神社
- 星の宮
- 松尾神社
- 八坂神社
- 十二社
- 神武天皇遥拝所

## 文化財

### 茨城県指定文化財
- 有形文化財
  - 常陸総社文書（ひたちそうしゃもんじょ）（古文書）
總社宮に関する文書のみならず、国衙の史料も含んでいる[22]。これらの文書は『茨城県史料 中世I』に収録されている[18]。1983年（昭和58年）3月18日指定[23]。
  - 扁額三十六歌仙絵（へんがくさんじゅうろっかせんえ）（絵画）
常陸国小川城主の女千代益が文亀3年（1503年）に寄進した、三十六歌仙の絵馬[24]。作者は成田小次郎平益親[25]。1983年（昭和58年）3月18日指定[26]。
  - 漆皮軍配（伝 太田道灌奉納）（工芸品）
当社の有する「三武将の軍配」[24]の1つ。1983年（昭和58年）3月18日指定[27]。
  - 漆皮軍配（伝 佐竹義宣奉納）（工芸品）
「三武将の軍配」の1つ。1983年（昭和58年）3月18日指定[28]。

- 有形民俗文化財
  - 土橋町の獅子頭
宝暦年間（1715年-1764年）頃の作で、ヒノキ作り。常陸国総社宮例大祭で露払いを行う。平成4年1月24日指定で、所有者は土橋町。

### 石岡市指定文化財
- 有形文化財
  - 常陸国総社宮本殿（建造物） - 平成17年4月14日指定。
  - 常陸国総社宮随身像（彫刻） - 1985年（昭和60年）11月8日指定[20]。

### その他
- 入野左衛門尉就景奉納の軍配 - 「三武将の軍配」の1つ。

## 現地情報
所在地
- 茨城県石岡市総社二丁目8-1

交通アクセス
- 鉄道
  - 最寄駅：JR東日本常磐線 石岡駅
    - 徒歩：約18分（約1.4km）
    - バス：関東鉄道（柿岡車庫行き）で、「宮下町」バス停下車 （下車後徒歩すぐ）

- 車
  - 常磐自動車道 千代田石岡ICから、約5分（約3.3km） - 茨城県道138号石岡つくば線沿い

周辺
- 常陸国府跡 - 国の史跡。特に国衙跡は市立石岡小学校の位置になる。
  - 府中城跡 - 国衙跡上に築城。
- 常陸国分寺跡 - 国の特別史跡。
- 常陸国分尼寺跡 - 国の特別史跡。